# Lista de países europeus por área

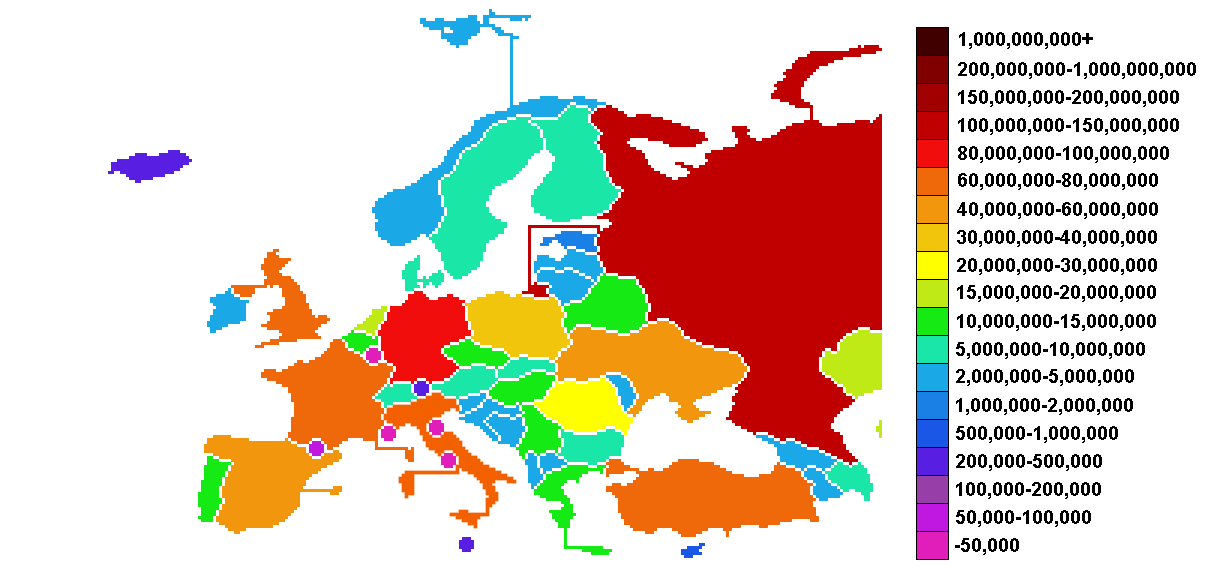
As cores indicam a população actual dos países europeus

Esta é uma lista de países europeus por área e população. A totalidade da Rússia e da Turquia são referidas na tabela, embora apenas em parte estejam dentro da Europa. Considera-se também que as nações asiáticas do Azerbaijão, da Geórgia, e do Cazaquistão possuem pequenas parcelas na Europa. A Sérvia e o Montenegro são alistados como países separados, embora na altura das estimativas fossem considerados um só país. Chipre é geralmente considerado como parte do Sudoeste Asiático. Esta na lista como um só país, embora esteja actualmente dividido em duas partes.
Ao contrário dos valores usados nos artigos dos países, os valores desta tabela são baseados em áreas que compreendem corpos da água interior (lagos, reservatórios, rios) e conseqüentemente as áreas
indicadas aqui podem ser mais baixas. No conjunto da Europa excluindo a Turquia, a Rússia, a Ucrânia, o Azerbaijão, a Bielorrússia, o Cazaquistão, a Geórgia, a Arménia e a Moldávia, a densidade populacional é de 105 pessoas por km² (com estes incluídos é de 31, em grande parte devido à imensidão do território russo). [Os asteriscos significam um território que não é ou não é reconhecido]

## Classificação
| Rank | País                 | Área (km²) |
| ---- | -------------------- | ---------- |
| 1    | Rússia (Na Europa)   | 3.960.000  |
| 2    | França               | 640,679    |
| 3    | Ucrânia              | 603,500    |
| 4    | Espanha              | 504.782    |
| 5    | Suécia               | 449.964    |
| 6    | Noruega              | 386.433    |
| 7    | Alemanha             | 357.021    |
| 8    | Finlândia            | 337.030    |
| 9    | Polônia              | 312.685    |
| 10   | Itália               | 301.230    |
| 11   | Reino Unido          | 244.820    |
| 12   | Roménia              | 237.500    |
| 13   | Bielorrússia         | 207.600    |
| 14   | Grécia               | 131.940    |
| 15   | Portugal             | 121.787    |
| 16   | Bulgária             | 110.910    |
| 17   | Islândia             | 103.000    |
| 18   | Hungria              | 93.030     |
| 19   | Azerbaijão           | 86.600     |
| 20   | Áustria              | 83.858     |
| 21   | República Checa      | 78.866     |
| 22   | Sérvia               | 77.651     |
| 23   | Irlanda              | 70.280     |
| 24   | Geórgia              | 69.700     |
| 25   | Lituânia             | 65.200     |
| 26   | Letónia              | 64.589     |
| 27   | Croácia              | 56.542     |
| 28   | Bósnia e Herzegovina | 51.129     |
| 29   | Eslováquia           | 48.845     |
| 30   | Estónia              | 45.226     |
| 31   | Dinamarca            | 43.094     |
| 32   | Países Baixos        | 41.526     |
| 33   | Suíça                | 41.290     |
| 34   | Moldávia             | 33.843     |
| 35   | Bélgica              | 30.510     |
| 36   | Arménia              | 29.800     |
| 37   | Albânia              | 28.748     |
| 38   | Macedônia do Norte   | 25.333     |
| 39   | Turquia (Na Europa)  | 23.764     |
| 40   | Eslovénia            | 20.273     |
| 41   | Montenegro           | 13.812     |
| 42   | Kosovo*              | 10.887     |
| 43   | Chipre               | 9.250      |
| 44   | Luxemburgo           | 2.586      |
| 45   | Ilhas Faroé*         | 1.399      |
| 46   | Andorra              | 468        |
| 47   | Malta                | 316        |
| 48   | Liechtenstein        | 160        |
| 49   | San Marino           | 61         |
| 50   | Mônaco               | 2          |
| 51   | Cidade do Vaticano   | 0,44       |

Não se contaram a Abecásia (8.665 km2) e a Ossétia do Sul (3.900 km2) E também o Cazaquistão.

## Ligações Externas
- Países Europeus por população (em inglês)[ligação inativa]